# Norge ved sommer-OL 2020
Norge deltog under Sommer-OL 2020 i Tokyo som blev afviklet i perioden 23. juli til 8. august 2021.

## Medaljer
| 2020 Tokyo | Guld | Sølv | Bronze | Total |
| Norge      | 4    | 2    | 2      | 8     |

### Medaljevinderne
| Norge under sommer-OL 2020 i Tokyo | Norge under sommer-OL 2020 i Tokyo | Norge under sommer-OL 2020 i Tokyo | Norge under sommer-OL 2020 i Tokyo | Norge under sommer-OL 2020 i Tokyo |
| Medalje                            | Navn | Sport                              | Event                              | Dato                               |
| ---------------------------------- | --- | ---------------------------------- | ---------------------------------- | ---------------------------------- |
| Guld                               | Kristian Blummenfelt | Triatlon                           | Herrer                             | 26. juli                           |
| Guld                               | Karsten Warholm | Atletik                            | Mændenes 400 m hækkeløb            | 3. august                          |
| Guld                               | Anders Mol Christian Sørum | Volleyball                         | Men's beach                        | 7. august                          |
| Guld                               | Jakob Ingebrigtsen | Atletik                            | Mændenes 1500 m                    | 7. august                          |
| Sølv                               | Kjetil Borch | Roning                             | Singlesculler, herrer              | 30. juli                           |
| Sølv                               | Eivind Henriksen | Atletik                            | Mændenes hammerkast                | 4. august                          |
| Bronze                             | Hermann Tomasgaard | Sejlsport                          | Laser, herrer                      | 1. august                          |
| Bronze                             | Norges håndboldlandshold - Henny Reistad - Veronica Kristiansen - Marit Malm Frafjord - Stine Skogrand - Nora Mørk - Stine Bredal Oftedal - Silje Solberg - Kari Brattset Dale - Katrine Lunde - Marit Røsberg Jacobsen - Camilla Herrem - Sanna Solberg-Isaksen - Kristine Breistøl - Marta Tomac - Vilde Johansen | Håndbold                           | Damernes turnering                 | 8. august                          |